# Bulbophyllum jumellianum
Bulbophyllum jumellianum là một loài phong lan thuộc chi Bulbophyllum.